# フロリダ・ファイヤーフロッグス
フロリダ・ファイヤーフロッグス（Florida Fire Frogs）は、アメリカ合衆国フロリダ州キシミーに本拠地を置くマイナーリーグA+級フロリダ・ステートリーグ所属の野球チーム。
提携球団はMLB・アトランタ・ブレーブス。本拠地球場はオセオラ・カウンティ・スタジアム。

## 歴史
1994年、フロリダ州ビエラにブレバード・カウンティ・マナティーズの名でフロリダ・マーリンズ傘下のチームとして創設され、モントリオール・エクスポズ傘下を経て、2005年からブルワーズ傘下となった。
2009年8月12日に球団通算1000勝を挙げた。
2010年より2017年まで、かつてヤクルトスワローズで本塁打王を獲得したドゥエイン・ホージーが打撃兼守備コーチを務めていた。
2017年シーズンよりアトランタ・ブレーブスが提携球団となり、さらにフロリダ州キシミーへ移転してチーム名がフロリダ・ファイヤーフロッグスに変更となる。

## 歴代所属選手
- ケビン・ミラー
- ライアン・デンプスター
- A.J.バーネット
- ジョシュ・ベケット
- チャド・コルデロ
- ヨバニ・ガヤルド
- ライアン・ブラウン
- アルシデス・エスコバー
- ゼラス・ウィーラー
- マーティン・マルドナード
- マイク・ファイヤーズ
- ウィリー・ペラルタ
- タイラー・ソーンバーグ
- クリス・デービス (外野手)
- スクーター・ジェネット
- ジミー・ネルソン
- テイラー・ユングマン
- ミッチ・ハニガー